# Couserans

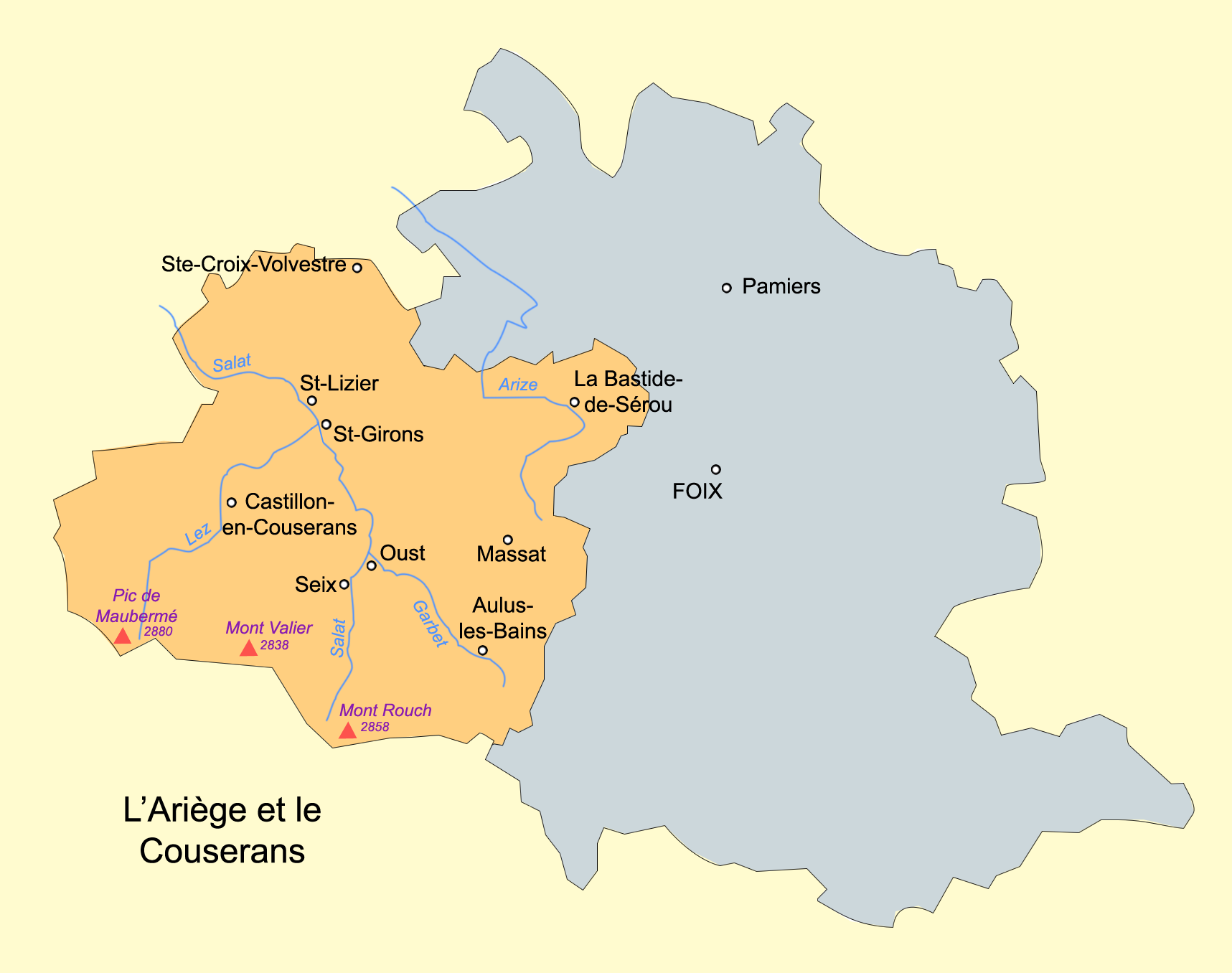
Mapa prowincji

Couserans – historyczna prowincja w południowej Francji. Zajmuje zachodnią część departamentu Ariege, odpowiadając obszarowo okręgowi Saint-Girons. Nazwa regionu pochodzi od plemienia, zamieszkującego ten rejon w starożytności, zwanego przez Rzymian Consoranni.
Geograficznie Couserans leży między Pirenejami na południu, rzeką Arize na wschodzie oraz doliną rzeki Salat na zachodzie. Głównym miastem i stolicą tej historycznej prowincji jest miasto Saint-Girons, leżące na granicy dolnej (Bas-Couserans) oraz górnej (Haut-Couserans) części regionu Couserans.